# Örlången
Örlången är en sjö i Kinda kommun i Östergötland och ingår i Motala ströms huvudavrinningsområde. Sjön har en area på 0,831 kvadratkilometer och ligger 121,4 meter över havet. Sjön avvattnas av vattendraget Storån (Bringesån).

## Delavrinningsområde
Örlången ingår i det delavrinningsområde (643155-148029) som SMHI kallar för Utloppet av Örlången. Medelhöjden är 165 meter över havet och ytan är 6,15 kvadratkilometer. Räknas de 4 avrinningsområdena uppströms in blir den ackumulerade arean 110,71 kvadratkilometer. Storån (Bringesån) som avvattnar avrinningsområdet har biflödesordning 3, vilket innebär att vattnet flödar genom totalt 3 vattendrag innan det når havet efter 161 kilometer. Avrinningsområdet består mestadels av skog (83 procent). Avrinningsområdet har 0,82 kvadratkilometer vattenytor vilket ger det en sjöprocent på 13,2 procent.